# Vergissmeinnicht
Vergissmeinnicht (Myosotis) ist eine Pflanzengattung aus der Familie der Raublattgewächse (Boraginaceae). Sorten einiger Arten werden als Zierpflanzen verwendet. Der volkstümliche Name entstammt vermutlich einer deutschen Sage aus dem Mittelalter, wonach die kleine Pflanze Gott bat, sie nicht zu vergessen. Sie findet sich in zahlreiche andere Sprachen übertragen wieder, so als Forget-me-not im Englischen, als Ne m'oubliez pas im Französischen, als Незабудка (Njesabudka) im Russischen, als Unutmabeni im Türkischen, als Non ti scordar di me im Italienischen, als Förgätmigej im Schwedischen oder als 勿忘我 (Wùwàngwǒ) im Chinesischen.

## Beschreibung

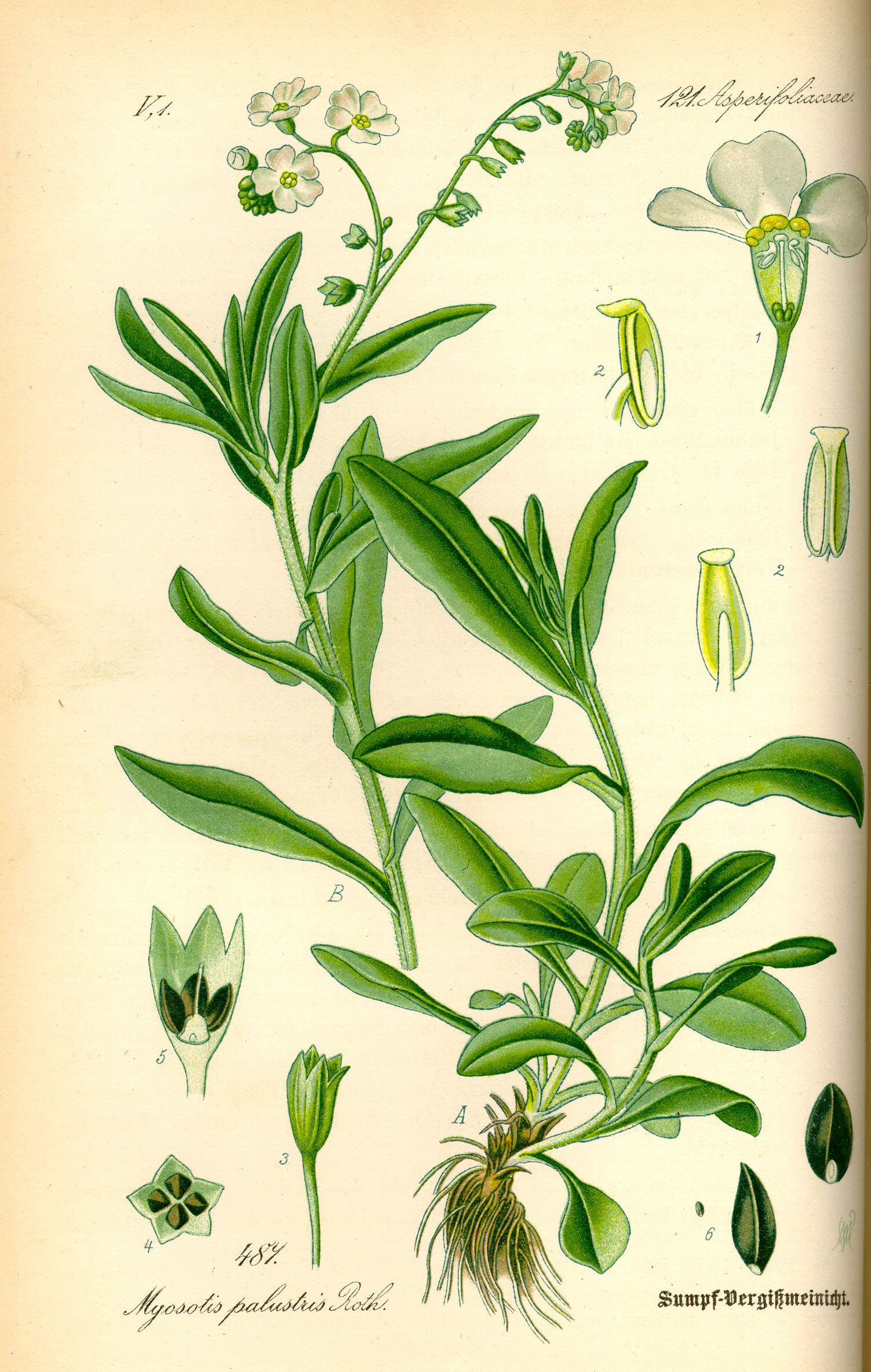
Illustration des Sumpf-Vergissmeinnichts (Myosotis scorpioides)

### Vegetative Merkmale
Die Vergissmeinnicht-Arten sind einjährige oder ausdauernde krautige Pflanzen. Die Stängel sind meist verlängert. Die oberirdischen Pflanzenteile sind kurz flaumig behaart oder kahl. Die wechselständigen Laubblätter sind ganzrandig und meist behaart.

### Generative Merkmale, Bestäubungs- und Ausbreitungsbiologie
Die Blüten stehen meist in gepaarten Wickeln. Sie haben keine oder wenige Hochblätter. Der Blütenstiel ist nach der Blüte verlängert. Die Blüten sind radiärsymmetrisch und fünfzählig mit doppeltem Perianth. Die fünf Kelchblätter sind glocken- oder trichterförmig verwachsen. Der Kelch ist regelmäßig fünfzipfelig und vergrößert sich bei einigen Arten nach der Blütezeit. Die fünfzählige, meist stieltellerförmige, selten glocken- bis trichterförmige Krone ist am Grund verwachsen. Die Kronblätter sind blau bis violett, selten gelb, weiß oder rosa gefärbt und in der Knospenlage einsinnig sich deckend gedreht: Sie zeigen sinistrors-contorte Knospendeckung – im Gegensatz zu den Verhältnissen bei Gedenkemein. Die fünf Schlundschuppen sind kahl, gelb oder weiß. Die fünf Staubblätter ragen wie der Griffel meist nicht aus der Kronröhre hervor. Die Staubbeutel sind eiförmig bis elliptisch. Die Narbe ist kopfig. Die Blüten sind in der Regel zwittrig und homogam. Einige Arten bilden auch rein weibliche, gynodiözisch verteilte Blüten, das heißt, es gibt Pflanzen mit zwittrigen und Pflanzen mit rein weiblichen Blüten. Blütenbestäuber sind Dipteren, Hymenopteren und Schmetterlinge. Selbstbestäubung ist möglich. Viele kleinblütige Arten bilden selbstbefruchtende (autogame) Blüten.
Die vier Teilfrüchte der Klausenfrucht sind im Umriss breit lanzettlich bis eiförmig, aufrecht, mehr oder weniger abgeflacht und in der Regel kantig. Die Oberfläche der Teilfrüchte ist glatt und glänzend, von bräunlicher, schwarzer oder selten grünlicher Farbe. Manchmal wird auch ein Elaiosom gebildet. Die Ausbreitung der Teilfrüchte erfolgt durch verschiedene Mechanismen: Der abstehende behaarte Fruchtkelch kann an Tieren anhaften (Epizoochorie), die Arten mit Elaiosomen werden durch Ameisen verbreitet (Myrmekochorie). Selten sind Endozoochorie oder Ausbreitung durch den Wind (Anemochorie).

## Verbreitung
Die Gattung Myosotis ist in Europa, Asien, Afrika, Australien und Nordamerika verbreitet. In Südamerika kommt nur Myosotis albiflora im äußersten Süden vor.

## Etymologie

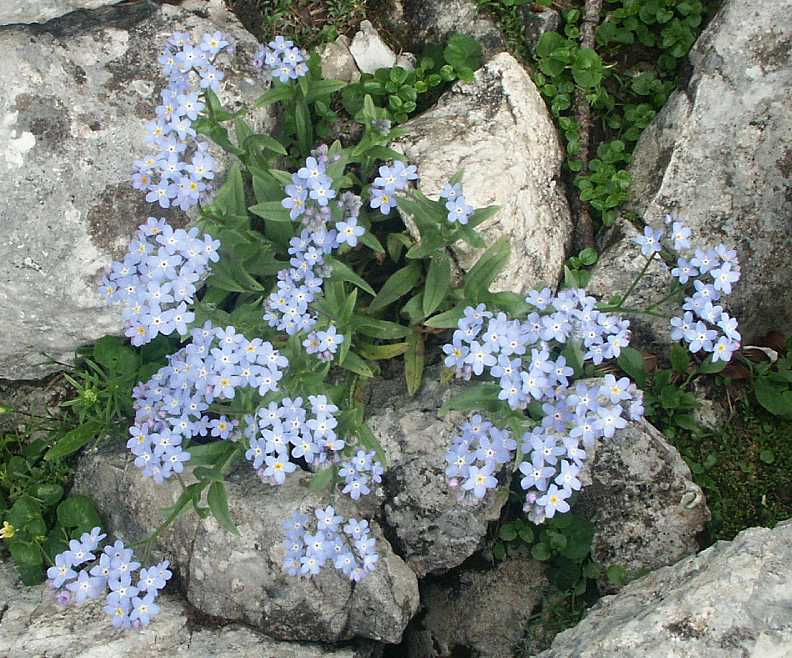
Alpen-Vergissmeinnicht (Myosotis alpestris)

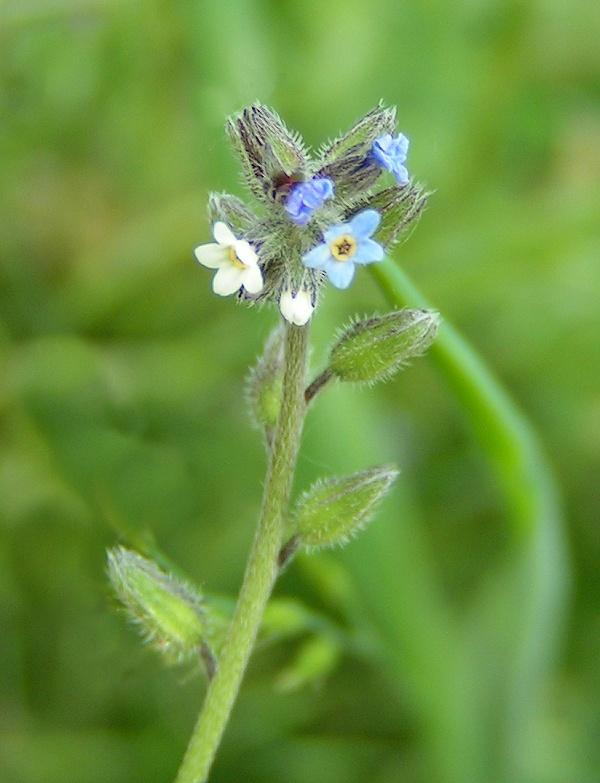
Buntes Vergissmeinnicht (Myosotis discolor)

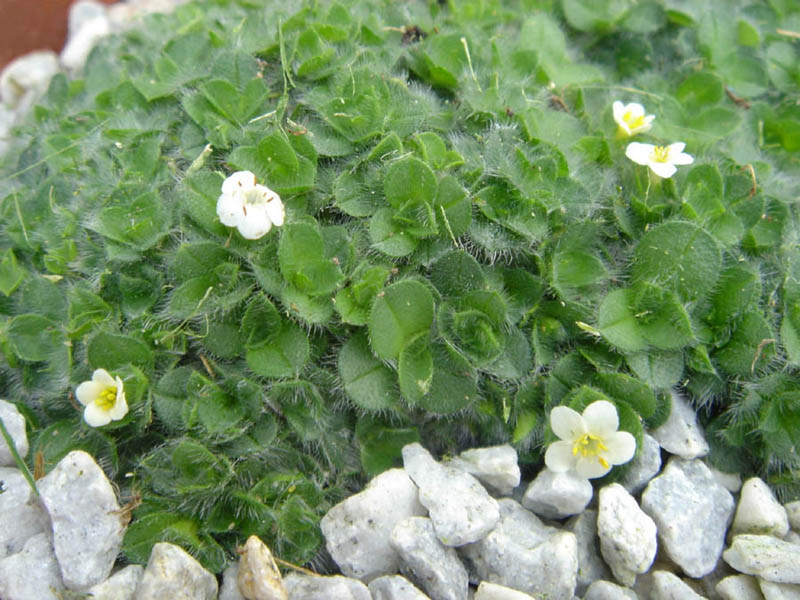
Myosotis pulvinaris

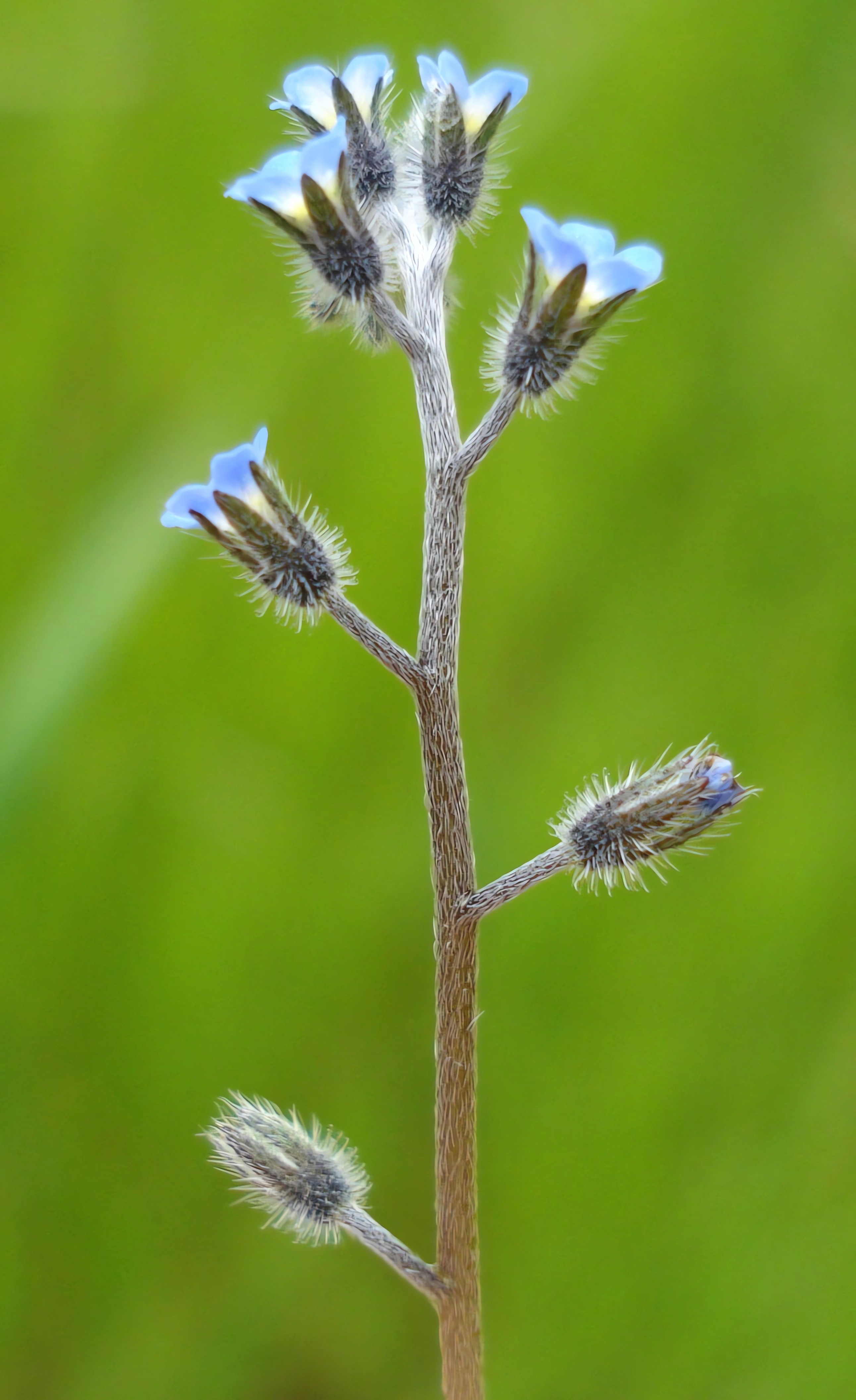
Hügel-Vergissmeinnicht (Myosotis ramosissima)

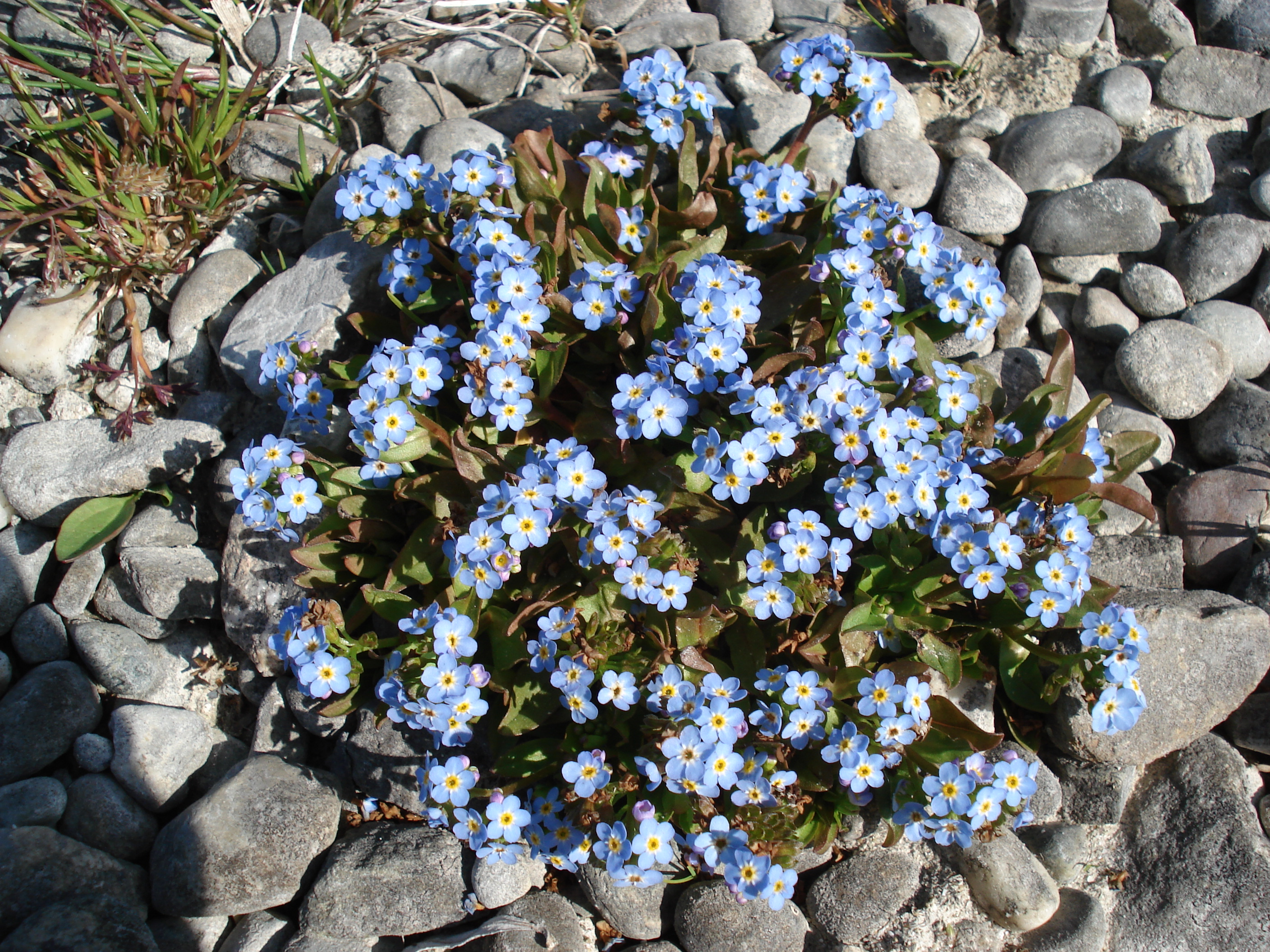
Bodensee-Vergissmeinnicht (Myosotis rehsteineri)

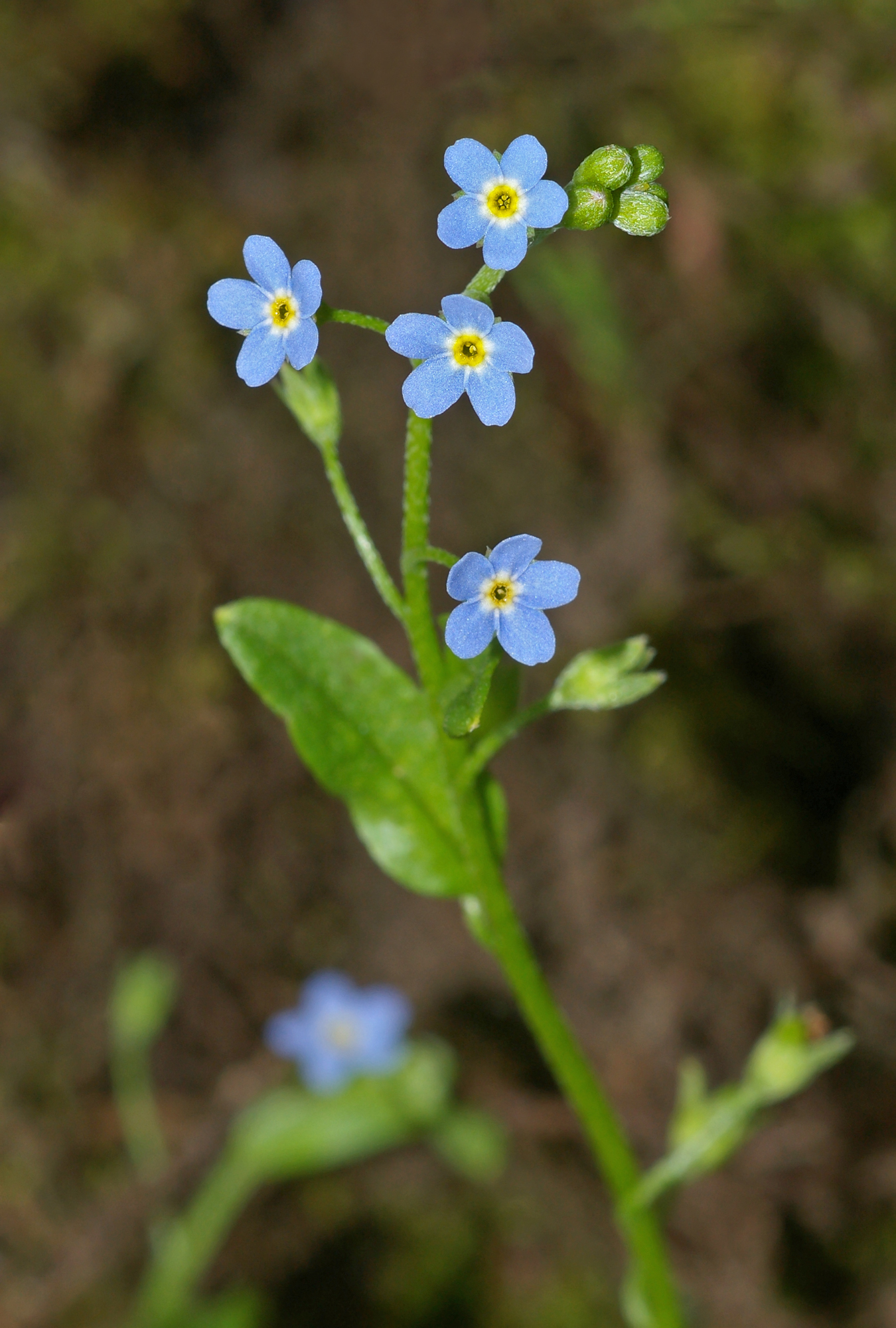
Sumpf-Vergissmeinnicht (Myosotis scorpioides)

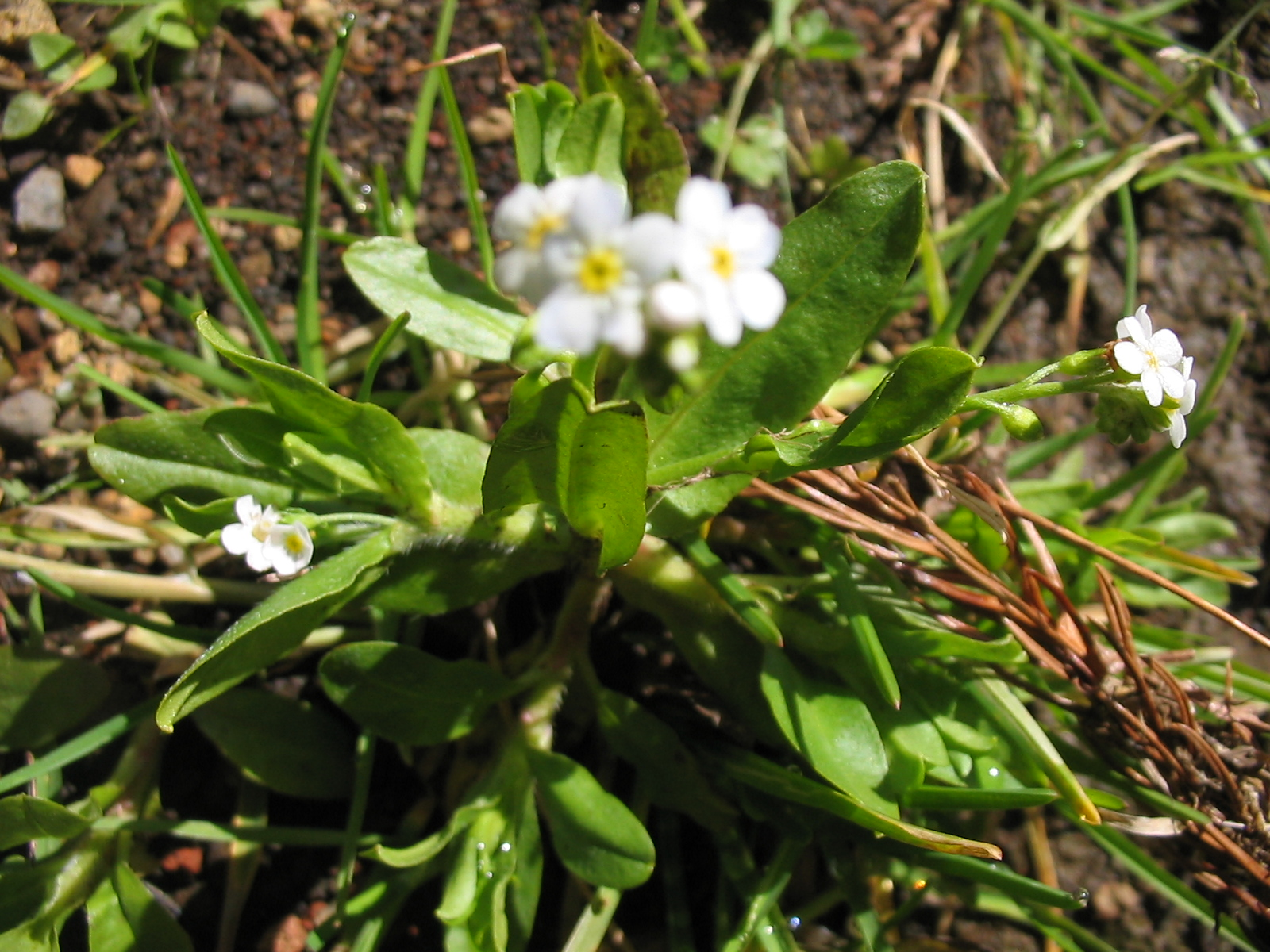
Myosotis stolonifera

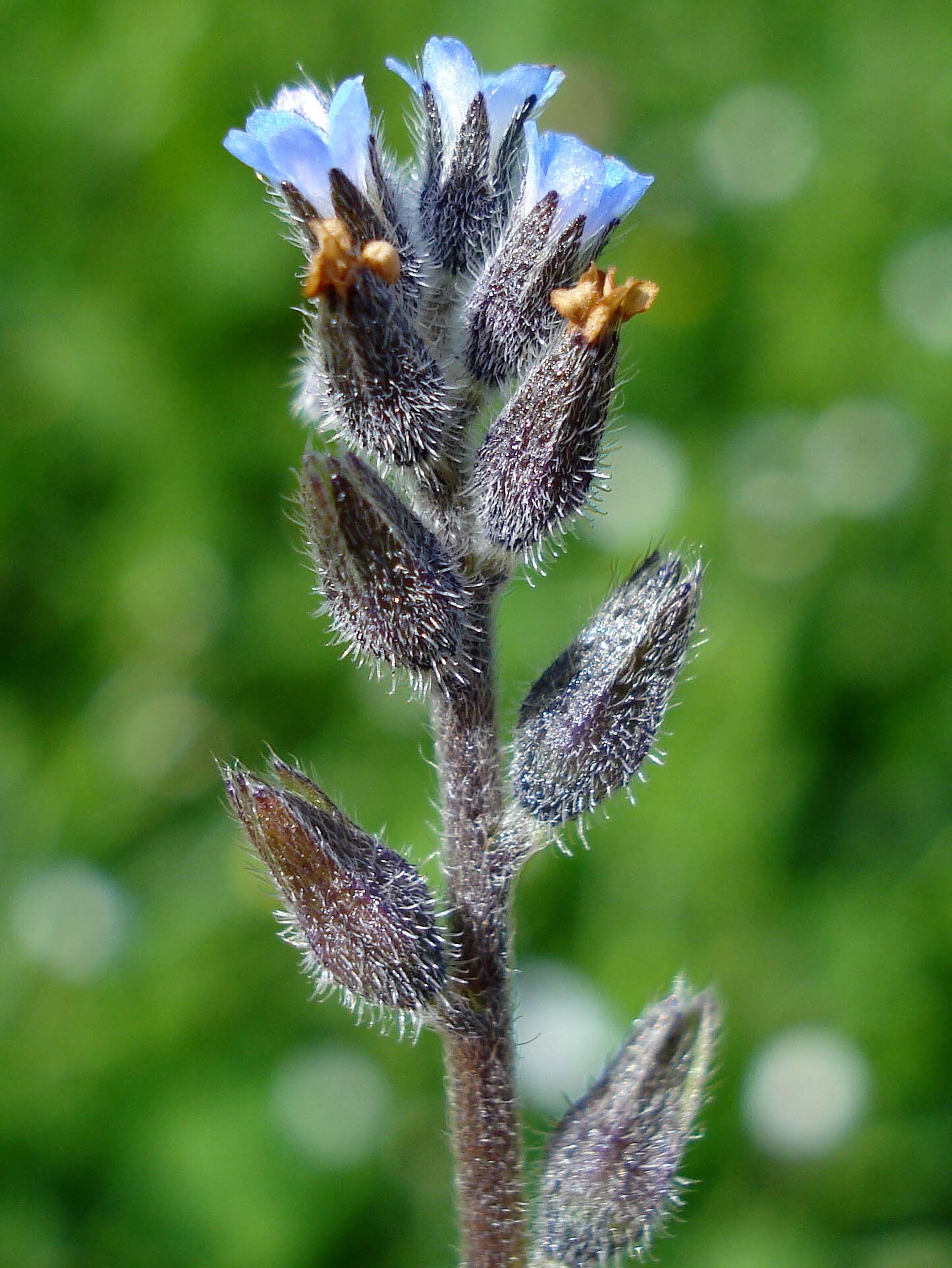
Sand-Vergissmeinnicht (Myosotis stricta)

Myosotis stammt aus dem Griechischen und bedeutet „Mäuseohr“. Bereits Plinius hat damit eine nicht näher identifizierbare Pflanzenart mit mäuseohrähnlichen Blättern beschrieben. Es wird gemeinhin vermutet, dass Carl von Linné, welcher der Gattung ihren Namen gab, sich dabei an systematischen Gesichtspunkten orientierte und sich bei Betrachtung der Vergissmeinnicht-Blätter an Mäuseohren erinnert sah. Diese These wird von Botanikern wie Helmut Genaust angezweifelt, da die Blätter seiner Meinung nach deutlich spatelförmig bis linealisch geformt sind und keineswegs an Mäuseohren erinnern. Linné müsse daher den Namen aus dem Volksmund von einer anderen Pflanzensippe übernommen haben.
Der deutsche Pflanzenname „Vergissmeinnicht“ ist seit dem 15. Jahrhundert bezeugt. Laut Friedrich Kluge wurde,  weil die blauen Blüten im Volksglauben an die Augen frisch verliebter Menschen erinnern, Vergissmeinnicht als Liebes- und Treuebeweis verschenkt, meist vom Mann an die Frau. Daher finde sich in althochdeutschen Schriften der Name Fridiles auga („Auge der/des Geliebten“) als Pflanzenname. Allerdings sei der Name „Vergissmeinnicht“ früher eher für die Pflanzenart Veronica chamaedrys („Gamander-Ehrenpreis“) verwendet worden. Grund war die rasche Vergänglichkeit der Blüten und ihr leichtes Abbrechen. Vergissmeinnicht und Ehrenpreis wurden in früherer Zeit auch „Männertreu“ genannt (heute heißt die Pflanzenart Lobelia erinus so). Andere Volksnamen sind „Froschäuglein“ und „Katzenauge“, wobei Letzteres wiederum eher den Ehrenpreis meint.

## Systematik
Die gültige Erstveröffentlichung des Gattungsnamens Myosotis erfolgte 1753 durch Carl von Linné in Species Plantarum. Lectotypus ist Myosotis scorpioides L.
Die Gattung Myosotis gehört zur Tribus Myosotideae in der Unterfamilie Boraginoideae innerhalb der Familie der Boraginaceae. Es gibt weltweit etwa 50 Myosotis-Arten, von denen 41 auch in Europa vorkommen.
Die in Mitteleuropa vorkommenden Arten sind:
- Alpen-Vergissmeinnicht (Myosotis alpestris F.W.Schmidt; inkl. Myosotis ambigens (Béguinot) Grau)
- Acker-Vergissmeinnicht (Myosotis arvensis (L.) Hill)
- Niederliegendes Vergissmeinnicht (Myosotis decumbens Host): Die Heimat ist Europa und Nordafrika.[11]
- Buntes Vergissmeinnicht (Myosotis discolor Pers.)
- Rasen-Vergissmeinnicht (Myosotis laxa Lehm.; inkl. Myosotis caespitosa C.F.Schultz mit Syn.:Myosotis lusitanica Schuster)
- Hain-Vergissmeinnicht (Myosotis nemorosa Bess.)
- Hügel-Vergissmeinnicht (Myosotis ramosissima Rochel ex Schult.)
- Bodensee-Vergissmeinnicht (Myosotis rehsteineri Wartmann)
- Sumpf-Vergissmeinnicht (Myosotis scorpioides L., Syn.: Myosotis palustris Hill); mit der Unterart:
  - Großblütiges Vergissmeinnicht (Myosotis scorpioides subsp. praecox (Hülph.) Dickoré, Syn.: Myosotis praecox Hülph.)
- Zerstreutblütiges Vergissmeinnicht (Myosotis sparsiflora Mikan): Es kommt in Europa und Vorderasien vor.[11]
- Schmalblatt-Vergissmeinnicht (Myosotis stenophylla Knaf): Es kommt in Österreich, Ungarn, Tschechien, Polen, in der Slowakei, Rumänien, der Ukraine und in der Türkei vor.[11]
- Sand-Vergissmeinnicht (Myosotis stricta Link ex Roem. & Schult.)
- Wald-Vergissmeinnicht (Myosotis sylvatica Hoffm.; Syn.: Myosotis popovii Dobroc.; Myosotis pyrenaica Pourret)

Die weiteren in Europa und im Mittelmeerraum vorkommenden Arten sind:
- Myosotis amoena (Rupr.) Boiss.: Die Heimat ist Armenien, Georgien und die Türkei.[11]
- Myosotis asiatica (Vestergren) Schischkin & Serg.: Sie kommt in Europa in Russland vor.[11]
- Myosotis atlantica Vestergren: Die Heimat ist Marokko.[11]
- Myosotis azorica H.C. Watson: Die Heimat sind die Azoren.[11]
- Myosotis balbisiana Jordan: Die Heimat ist Portugal, Spanien und Frankreich.[11]
- Myosotis cadmea Boiss.: Die Heimat ist Bulgarien, Griechenland, das frühere Jugoslawien und die Türkei.[11]
- Myosotis congesta R.J.Shuttlew.: Die Heimat ist Portugal, Spanien, Frankreich, Korsika, Sizilien, Kreta, die Ägäis, Nordafrika und Vorderasien.[11]
- Myosotis corsicana (Fiori) Grau: Die Heimat ist Korsika.[11]
- Myosotis debilis Pomel: Die Heimat ist Portugal, Spanien, Algerien und Marokko.[11]
- Myosotis diminuta Riedl: Sie kommt in der Türkei vor.[11]
- Myosotis gallica Vestergren: Die Heimat ist Frankreich.[11]
- Myosotis heteropoda Trautv.: Sie kommt in Armenien, Georgien und in der Türkei vor.[11]
- Myosotis incrassata Guss.: Die Heimat ist Italien, Sizilien, die Balkanhalbinsel, die Ägäis, Zypern, die Türkei und die Ukraine.[11]
- Myosotis lamottiana (Br.-Bl.) Grau: Sie kommt in den Gebirgen Spaniens und Frankreichs vor.[12]
- Myosotis latifolia Poiret: Die Heimat sind die Azoren, die Kanaren und Algerien.[11]
- Myosotis lazica M.Popov: Die Heimat ist Georgien und die Türkei.[11]
- Myosotis lithospermifolia (Willd.) Hornem.: Sie kommt in Armenien, Georgien, der Türkei und in der Ukraine vor.[11]
- Myosotis litoralis Fischer: Die Heimat ist Griechenland, die Ukraine und die Türkei.[11]
- Myosotis macrosiphon Font Quer & Maire: Die Heimat ist Marokko und Vorderasien.[11]
- Myosotis minutiflora Boiss. & Reuter: Sie ist oft nur 1 bis 2 Zentimeter hoch und die Fruchtkelche sind nur 0,5 Millimeter lang. Die Heimat ist Spanien, Frankreich, Griechenland, Bulgarien und die Ukraine.[11] Es gibt aber auch Vorkommen in der Schweiz im Neuenburger Jura.[14]
- Myosotis olympica Boiss.: Die Heimat ist Bulgarien und die Türkei.[11]
- Myosotis persoonii Rouy: Die Heimat ist Portugal und Spanien.[11]
- Myosotis platyphylla Boiss.: Die Heimat ist die Türkei.[11]
- Myosotis propinqua (Turc.) A.DC.: Sie kommt in Algerien, Armenien, Georgien und in der Türkei vor.[11]
- Myosotis pusilla Loisel.: Die Heimat ist Korsika, Sardinien, Algerien und Tunesien.[11]
- Myosotis refracta Boiss.: Sie kommt in Südeuropa, in der Ägäis und in Vorderasien vor.[11]
- Myosotis ruscinonensis Rouy (wird auch als Unterart subsp. ruscinonensis (Rouy) O. Bolòs & Vigo zu Myosotis ramosissima gestellt): Die Heimat ist Frankreich.[11]
- Myosotis secunda A.Murray: Die Heimat ist Südeuropa, Westeuropa, Nordwesteuropa und der Mittelmeerraum mit Nordafrika, dazu Madeira, die Azoren und Vorderasien.[11]
- Myosotis sicula Guss.: Die Heimat ist Südeuropa und Vorderasien.[11]
- Myosotis solange Greuter & Zaffran: Sie ist ein Endemit von Kreta.[11]
- Myosotis soleirolii Godron: Die Heimat ist Korsika und Sardinien.[11]
- Myosotis speluncicola (Boiss.) Rouy: Sie kommt in Frankreich, Italien, Kroatien und in der Türkei vor.[11]
- Myosotis stolonifera (DC.) Leresche & Levier: Die Heimat ist Portugal, Spanien und Großbritannien.[11]
- Myosotis suaveolens Willd.: Die Heimat ist Kroatien, Albanien, Griechenland und Bulgarien.[11]
- Myosotis tuxeniana (O.Bolós & Vigo) O.Bolós & Vigo: Sie kommt nur in Spanien vor.
- Myosotis ucrainica Czern.: Die Heimat ist die Ukraine, Armenien und Russland.[11]
- Myosotis welwitschii Boiss. & Reuter: Die Heimat ist Portugal, Spanien und Marokko.[11]

Weitere Arten (Auswahl):
- Myosotis australis R.Br.: Die Heimat ist Australien, Neuseeland und Papua-Neuguinea.[15]
- Myosotis bothriospermoides Kitagawa: Die Heimat ist China (Hebei).[3]
- Myosotis cameroonensis Cheek & R. Becker:[16] Sie kommt in Afrika (Kamerun) vor.
- Myosotis keniensis T.C.E.Fries: Sie kommt in Afrika vor.
- Myosotis krylovii Sergievskaja: Die Heimat ist Kasachstan, Kirgisistan, die Mongolei, Russland, Tadschikistan, Turkmenistan, Usbekistan und China (Xinjiang).[3]
- Myosotis pulvinaris Hook.f.: Sie wurde aus Neuseeland erstbeschrieben.
- Myosotis robusta D.Don: Sie kommt in Nepal vor.
- Myosotis verna Nutt.: Sie kommt in Nordamerika vor.

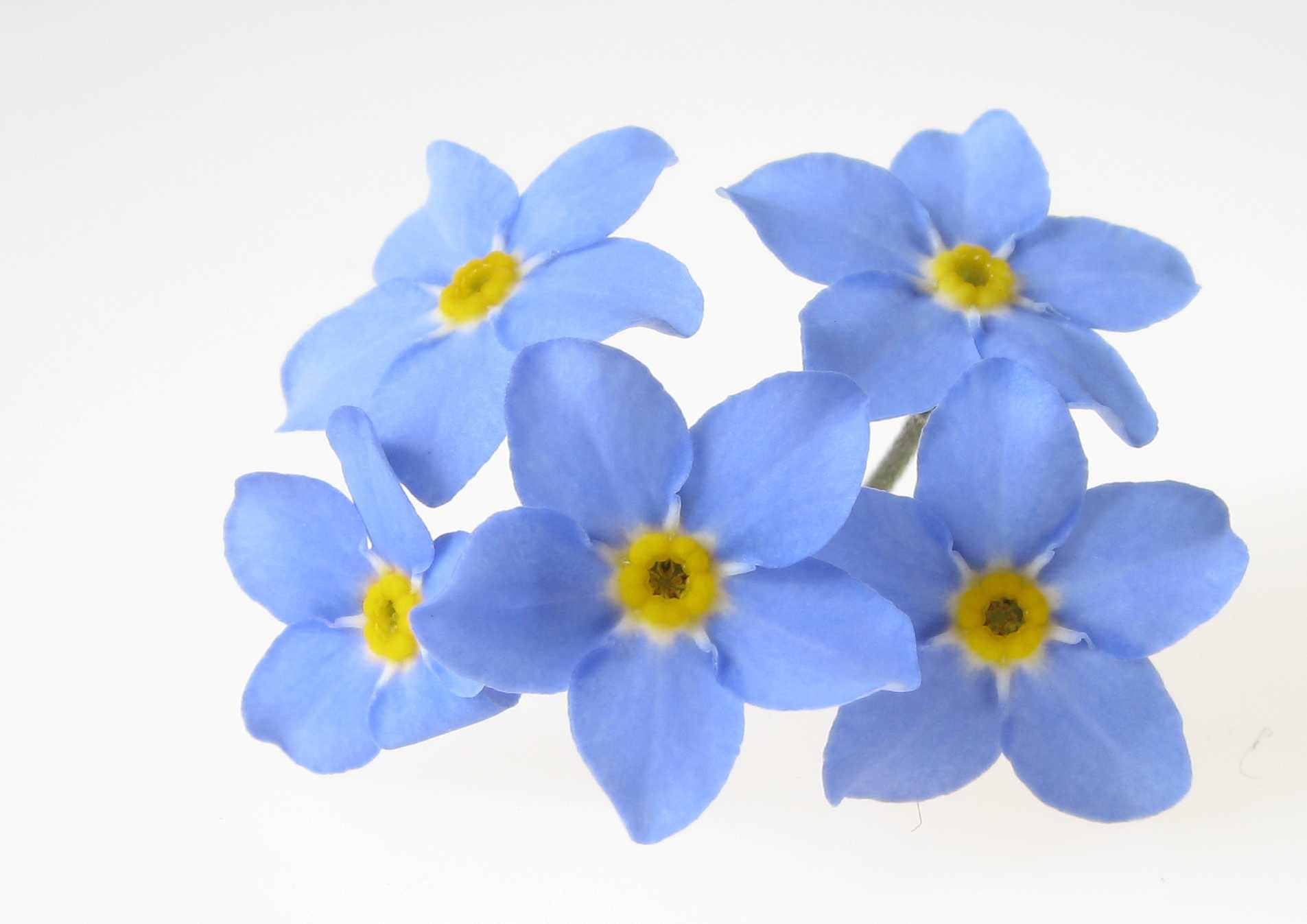
Nahaufnahme von Vergissmeinnicht-Blüten

## Nutzung
Sorten einiger Arten werden als Zierpflanze in Parks und Gärten genutzt. Bis ins 19. Jahrhundert wurde zwischen den einzelnen Arten praktisch nicht unterschieden. Seit dem 16. Jahrhundert wird immer wieder das Sumpf-Vergissmeinnicht, seltener das Acker-Vergissmeinnicht abgebildet. In den älteren Schriften wird das Vergissmeinnicht immer als Wildpflanze bezeichnet. Als Gartenzierpflanze wurden Vergissmeinnichte ab circa 1830 in England und Deutschland gezüchtet. Das sogenannte Garten-Vergissmeinnicht hat seinen Ursprung im Wald-Vergissmeinnicht (Myosotis sylvatica). Seit der zweiten Hälfte des 19. Jahrhunderts entstanden etliche Sorten.

## Symbolik
- Das Vergissmeinnicht ist ein Symbol für zärtliche Erinnerung sowie für Abschied in Liebe.[18]  Das Vergissmeinnicht trägt in vielen Sprachen einen Namen mit der gleichen Bedeutung.[19] Oftmals gehören entsprechende Legenden dazu.

- Das Vergissmeinnicht war ein Symbol der Freimaurerei in der Zeit des Nationalsozialismus, das Tragen eines offiziellen Abzeichens irgendeiner Gemeinschaft war im Zuge der Gleichschaltung gesetzlich verboten. 1948 wurde das Vergissmeinnicht von den Vereinigten Großlogen von Deutschland als freimaurerisches Emblem auf der ersten Jahresversammlung getragen. Noch heute wird dieses Symbol von Freimaurern verwendet.[20]

- Die Blüte des Vergissmeinnicht dient in stilisierter Form der Erinnerung an die deutschen Kriegstoten des Ersten Weltkriegs. Der Volksbund Deutsche Kriegsgräberfürsorge e. V. verwendet sie in diesem Sinne mit seinem Logo im Zentrum.[21] Im ehemaligen britischen Dominion Neufundland galt das Vergissmeinnicht als Symbol der Erinnerung an die Kriegstoten. Mittlerweile wurde es darin von der im Commonwealth üblichen roten Mohnblume („Poppy“) abgelöst. Armenier nutzen das Vergissmeinnicht im Gedenken an die Opfer des Völkermords an den Armeniern.[22]

## Belege
- Siegmund Seybold (Hrsg.): Schmeil-Fitschen interaktiv. CD-ROM, Version 1.1. Quelle & Meyer, Wiebelsheim 2002, ISBN 3-494-01327-6.
- Gelin Zhu, Harald Riedl, Rudolf V. Kamelin: Myosotis. In: Wu Zheng-yi, Peter H. Raven (Hrsg.): Flora of China. Volume 16: Gentianaceae through Boraginaceae. Science Press / Missouri Botanical Garden Press, Beijing / St. Louis 1995, ISBN 0-915279-33-9, S. 360–361 (englisch)., online (Abschnitte Beschreibung und Systematik).